# Tractat de Tudilén
El Tractat de Tudilén fou un tractat signat el 27 de gener del 1151 a Tudilén (Navarra) entre Alfons VII, l'Emperador, rei de Lleó, de Castella i de Galícia, i Ramon Berenguer IV, comte de Barcelona i príncep d'Aragó.

## Context

Repartiment de terres al Tractat de Tudilén

El tractat s'emmarca en la problemàtica sorgida arran del Testament d'Alfons I d'Aragó (1131) per la seva successió.

## Tractat
Amb aquest tractat Ramon Berenguer IV i Alfons VII de Lleó acordaren repartir-se el regne de Pamplona aprofitant la mort de Garcia Ramires «dux de Pamplona» i el dèbil govern del seu fill Sanç Garcés. A més, es fixaren els límits que correspondrien a cada regne de les terres conquerides als musulmans: Aragó es quedaria les taifes de València, Dènia i Múrcia, és a dir, a més de la conquesta de les places i termes situades al sud del riu Xúquer, el dret a annexionar-se el regne de Múrcia, excepte els castells de Llorca i Vera. La resta seria per Castella.